# Contea di Zhenba
La contea di Zhenba (镇巴县S, Zhènbā XiànP) è una contea della Cina, situata nella provincia dello Shaanxi e amministrata dalla prefettura di Hanzhong.